# Silver Screen
Silver Screen – sieć kin wielosalowych w Polsce.
W obiektach sieci znajdowały się:
- Cavablanca – kawiarnia (później będąca również w sieci Multikino)
- Silver Zone – kawiarenka internetowa
- Silver Store – sklep dla kinomanów, można tu kupić m.in. kompakty ze ścieżkami dźwiękowymi z ulubionych filmów
- Silver Bar – bar
- Silver DVD – sieć wypożyczalni filmów na nośnikach DVD (zakończyła działalność 31 stycznia 2009)
- sale Platinum – 3 kameralne luksusowe sale w Silver Screen Mokotów z osobnym foyer, barem i obsługą kelnerską

Pierwsze kino sieci, zlokalizowane w Warszawie przy ulicy Puławskiej, zostało otwarte w styczniu 2000 roku.
Od 29 czerwca 2007 w kinie przy Puławskiej odbywały się projekcje filmów z nośnika cyfrowego, zastępującego tradycyjną taśmę filmową. Od 22 sierpnia 2008 cyfrowe projekcje filmów w formacie 3D były wprowadzone także w innych kinach sieci.
Sieć kin Silver Screen od 1 lipca 2008 była częścią Grupy ITI, właściciela takich marek, jak TVN, TVN24 czy Multikino. Sieć Silver Screen została włączona do spółki Multikino S.A. W grudniu 2009 kino na warszawskim Mokotowie zostało zamknięte, a na początku 2010 wszystkie kina sieci Silver Screen (z wyjątkiem kina w Łodzi) przeszły rebranding na Multikino. Od 2013 roku Multikino należy do holdingu Vue Entertainment. Łódzkie kino Silver Screen (które, przy utrzymaniu dotychczasowej nazwy, zostało wcześniej zintegrowane z systemami informatycznymi Multikina) przeszło rebranding na Multikino dopiero w 2018 roku przy okazji remontu obiektu; tym samym marka Silver Screen, po 18 latach, przestała istnieć.

## Kina, które były częścią sieci Silver Screen
- Gdynia – 8 sal, 2134 miejsca (otwarte 29 lipca 2000[4], od września 2009 do września 2018 r. funkcjonowało pod marką Multikino; obecnie wyburzone)[5]
- Warszawa – Puławska 8 sal, 1197 miejsc, w tym 3 sale Platinum (zamknięte bez przeprowadzania rebrandingu, było to pierwsze kino sieci, otwarte w styczniu 2000[1])
- Warszawa – Targówek 12 sal, 2547 miejsc (otwarte w listopadzie 2003[6], funkcjonuje pod marką Multikino)
- Warszawa – Wola 6 sal, 996 miejsc (otwarte w grudniu 2004[7], było to ostatnie wybudowane kino sieci, funkcjonuje pod marką Multikino)
- Silver Screen Łódź – 10 sal, 1841 miejsc (otwarte 19 stycznia 2001[8], było to ostatnie czynne kino sieci, od 2018 funkcjonuje pod marką Multikino)[3]

## Galeria

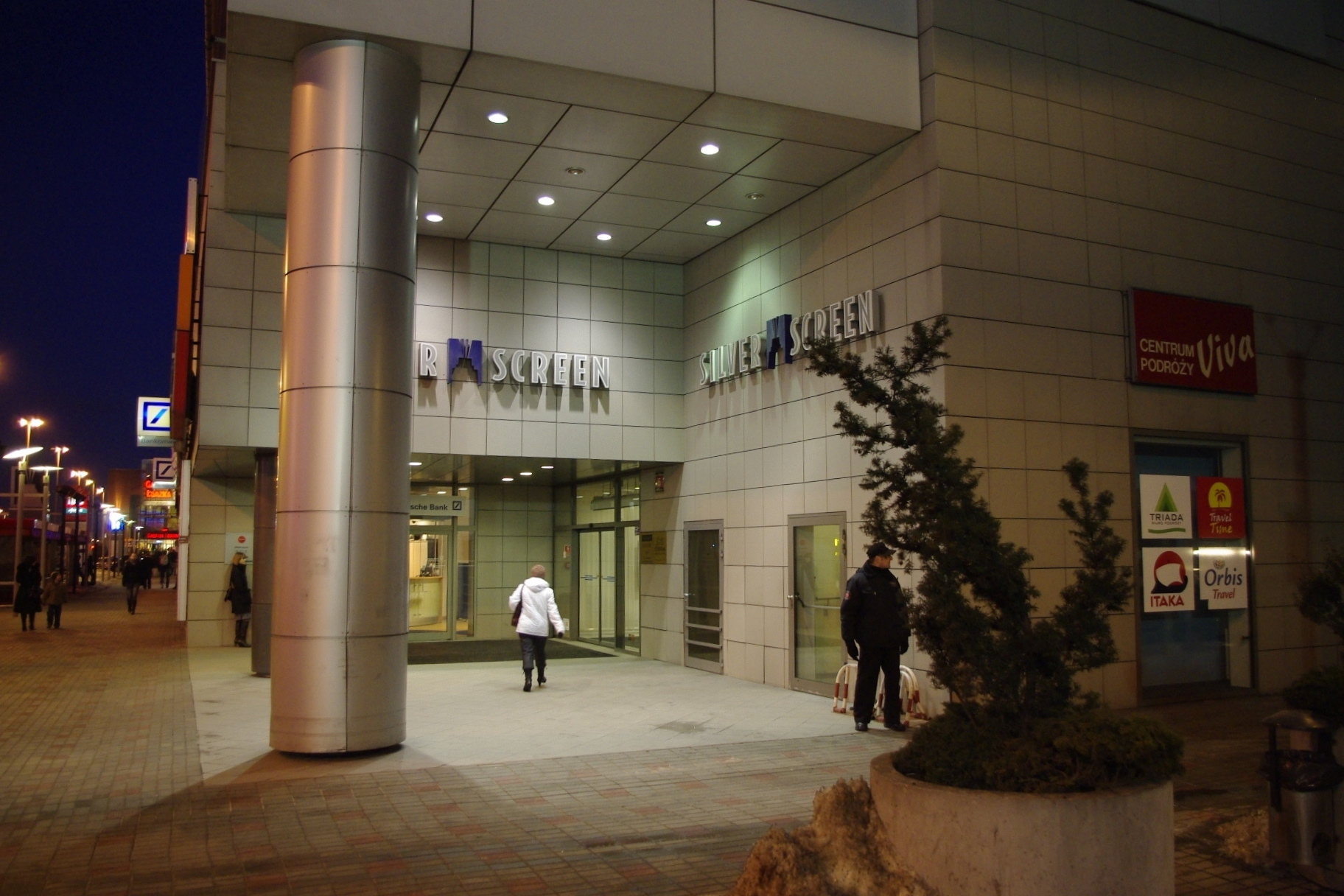
Wejście do kina Silver Screen Łódź
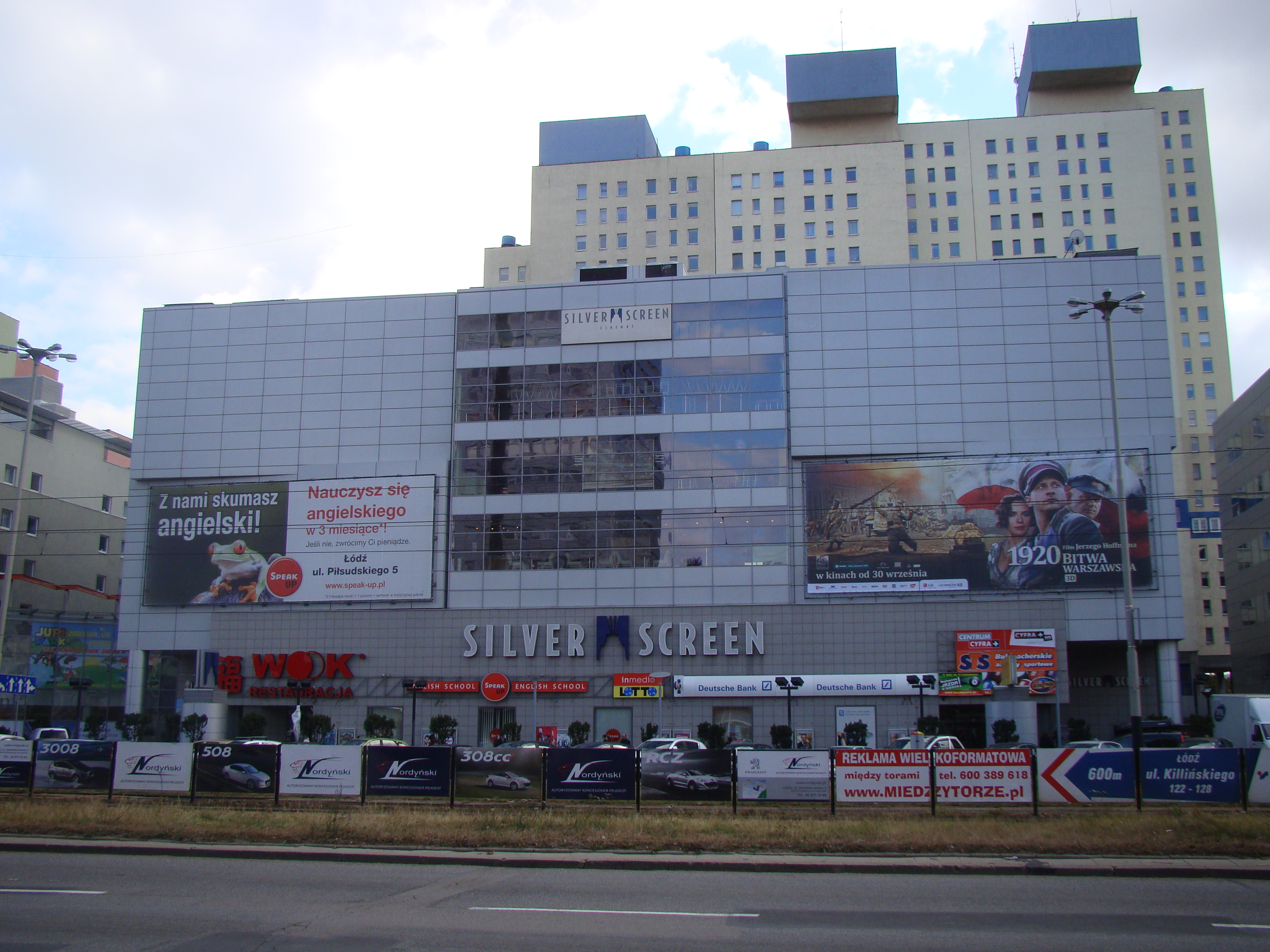
Łódź
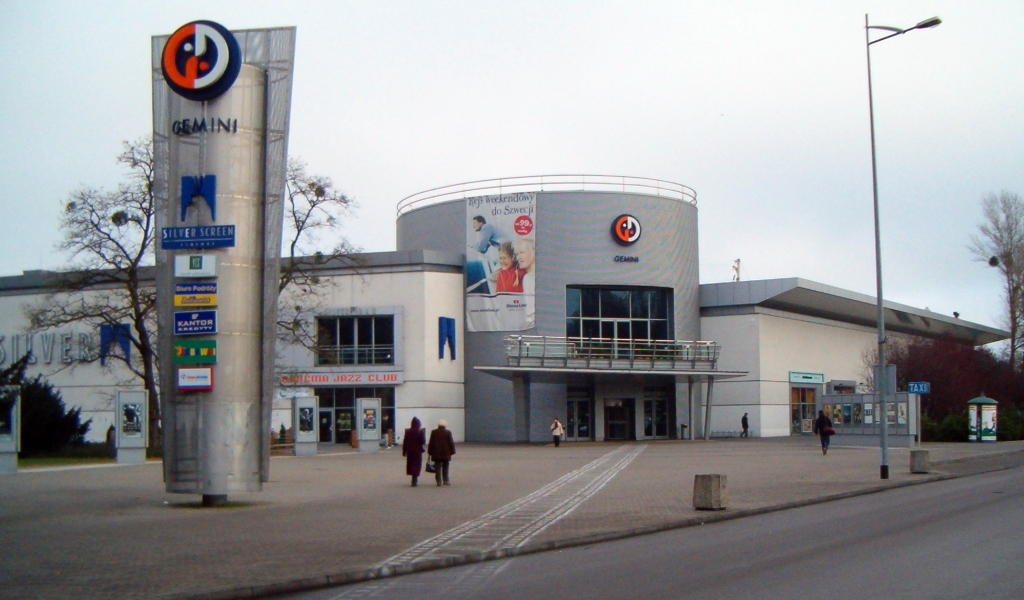
Gdynia
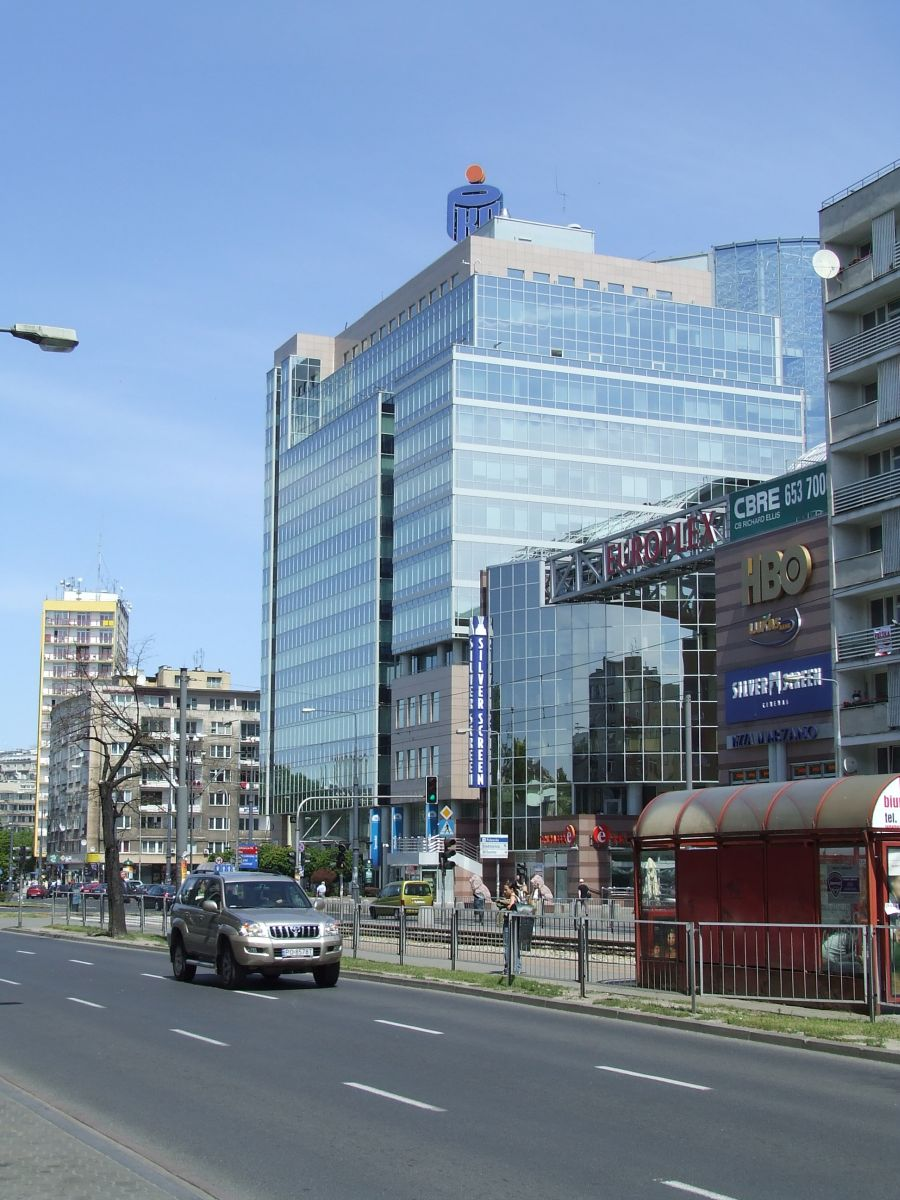
Byłe kino Silver Screen w Warszawie przy ul. Puławskiej w budynku Europlex.
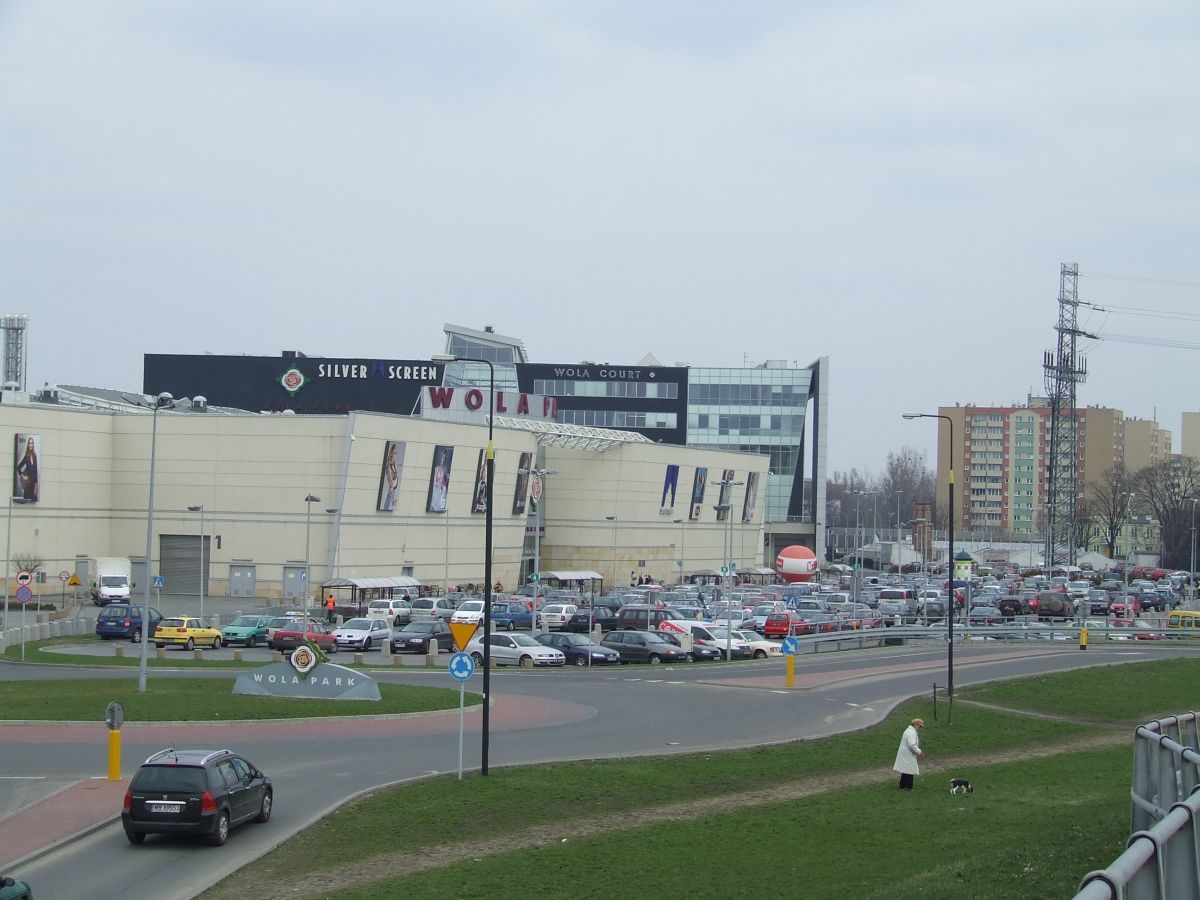
CH Wola Park w 2006 roku; na froncie granatowego budynku widoczne logo Silver Screen.